# Republica (álbum)
Republica es el primer álbum de la banda inglesa homónima, publicado el 5 de octubre en el Reino Unido y en Europa[cita requerida], y el 30 de julio de 1996. fue lanzado en los Estados Unidos. El álbum fue lanzado por Deconstruction Records y RCA en todo el mundo. El álbum llegó al puesto #4 en el UK Album Charts.

## Lista de canciones
1. "Ready to Go" – 5:01
2. "Bloke" – 4:56
3. "Bitch" – 5:13
4. "Get Off" – 3:57
5. "Picture Me" – 5:47
6. "Drop Dead Gorgeous" – 4:30
7. "Out of the Darkness" – 3:49
8. "Wrapp" – 1:45
9. "Don't You Ever" – 4:00
10. "Holly" – 4:23
11. "Ready to Go (original mix)" – 5:01